# Clytellus methocoides
Clytellus methocoides es una especie de escarabajo longicornio del género Clytellus, tribu Clytellini, orden Coleoptera. Fue descrita científicamente por Westwood en 1853.

## Descripción
Mide 4-6 milímetros de longitud.

## Distribución
Se distribuye por China, Laos y Vietnam.